# Circolo Italiano
O Circolo Italiano di San Paolo, conhecido apenas por Circolo Italiano, é uma associação que desde 1911 reúne (uma parte) da numerosa colônia italiana da cidade de São Paulo, no Brasil.

## História
Em abril de 1911, os irmãos Lionello e Vincenzo Berti, reunidos em sua casa com outros amigos italianos, decidiram fundar o Circolo Italiano.
As primeiras reuniões foram realizadas numa pequena sede alugada na Rua São Bento; depois, a sede mudou para a Praça da Sé e ao longo dos anos, houve uma sucessão de 6 mudanças, a partir de 1966 a atual sede no Edifício Itália.
A história da associação começa com reuniões de imigrantes italianos que decidiram criar uma entidade que representasse os interesses da comunidade em São Paulo, numa altura - o início do século XX - em que a cidade acolhia um número crescente de imigrantes daquele país.  Finalmente, em 13 de abril de 1911, foi fundado o Circolo Italiano, sendo então nomeados os primeiros membros da direção e os primeiros sócios.
Em 1914, presidido pelo empresário Menotti Falchi, o Circolo Italiano teve grande participação na recepção aos times italianos Torino e Pro Vercelli, que visitaram São Paulo para a realização de jogos amistosos. Muitos de seus sócios também foram associados ao Clube Esperia e ao Palestra Itália. Menotti Falchi, por exemplo, foi presidente das três entidades ao longo de sua vida.
Também em 1914, o Circolo Italiano recebeu a visita do grande músico Pietro Mascagni, que veio conhecer a cidade de São Paulo.
Em 1923, sob a presidência de Enrico Secchi, dono do importante Pastifício Fratelli Secchi, foi adquirida uma pequena mansão (palazzina) na rua São Luiz, para servir de sede para a entidade. Depois de um ano de reforma, a nova sede foi inaugurada a 3 de janeiro de 1925 com um grande baile de gala com a presença do governador Carlos de Campos. Nos anos seguintes passaram por ali personalidades como:   o conde Francesco Matarazzo (1928), o poeta Giuseppe Ungaretti (1933), o cientista Guglielmo Marconi (1935), inventor da telegrafia sem fio e Laureado com o Nobel de Física em 1909; os pilotos do esquadrão Sorci Verdi (1937); o artista Ermete Zacconi com a sua companhia de teatro (1937) entre outros.
Entre 1942 e 1950, no contexto da Segunda Guerra Mundial, o clube foi fechado pelas autoridades brasileiras. Em novembro de 1950, graças à intervenção do governador Lucas Garcez, é concedido ao Clube o primeiro "alvará" (documento de autorização) para o seu funcionamento. A sede é restaurada e em 01 de setembro de 1952 o clube organizou uma grande festa em honra aos Aspirantes do Amerigo Vespucci.
O Circolo voltou a funcionar apenas em 1952, sob o comando do presidente Emídio Falchi Sobrinho. Pouco tempo depois a direção decidiu a construção de outro edifício no mesmo local, o futuro Edifício Itália. Enquanto era construído o novo edifício, a sede passou por um período itinerante até o dia 18 de abril de 1966, quando foi inaugurado. Da área do Edifício Itália, o Circolo Italiano ocupa 7.200 metros quadrados.

## Características
O Circolo Italiano tem a sua sede social no Edifício Itália, no centro da cidade de São Paulo, onde conta com uma biblioteca, restaurante, salão de jogos e um teatro (Teatro Itália). O clube também possui um Centro Campestre.

### Restaurante do Circolo
O Restaurante do Circolo Italiano San Paolo, funciona no primeiro andar, também é usado para eventos para comemorar datas significativas. O seu anexo o Bar, o Salão Nobre possui comunicação entre si ou independentes, adaptáveis às necessidades de cada evento. 
O segundo andar há o salão de jogos, o salão de leitura, a sala de bilhar e os escritórios administrativos e as dependências da Diretoria. O Circolo é proprietário do Teatro Itália e de outros espaços no edifício.
Há também a Galeria Biganti, hall artístico, cujo nome homenageia o grande artista e caricaturista Edmondo Biganti, sócio do Circolo Italiano. Suas obras estão expostas ao lado de tantas outras de nomes famosos do mundo das artes.